# Windows Phone
A Windows Phone egy Microsoft fejlesztésű, már nem támogatott mobiltelefonos operációs rendszer, rövidítése WP. Elődje a Windows Mobile, azonban visszafele nem kompatibilis vele. Ellentétben az elődjével, a Windows Phone-t elsősorban nem az üzleti, hanem az átlagfelhasználói szférának szánták. A windowsos táblagépeken nem Windows Phone, hanem asztali Windows 8.x vagy Windows RT fut. A Windows Phone-t 2010 októberében kezdték el forgalmazni. A Windows Phone összes funkciója továbbra is tökéletesen fog működni, még maga a Microsoft Store és a mobil szoftverének újratelepítése is használható ezeken az eszközökön, viszont biztonsági és egyéb frissítést a továbbiakban nem kapnak.
Az utolsó verzió ezen a néven a Windows Phone 8.1 Update volt, mely a fejlesztők számára 2014. augusztus 5-től lett elérhető. A Windows Phone-nal a Microsoft egy új felhasználói felületet alkotott meg, korábban Metro UI, jelenleg Modern UI néven. Ezen kívül a szoftverbe integráltak külső szolgáltatásokat és elérhetővé tettek Microsoft szolgáltatásokat, valamint meghatározták a rendszert futtató telefonok minimum hardver követelményeit.
A következő verzió, a Windows 10 Mobile fejlesztői változatként 2015. február 12-én jelent meg, a Windows Insider alkalmazás segítségével érhető el.
2017 októberében a Microsoft bejelentette, hogy befejezi a Windows 10 Mobile funkciófrissítésekkel való támogatását és ezután már csak biztonsági és hibajavításokat kapnak az eddig támogatott verziók. Az utolsó verzió (2018. októberi frissítés) támogatása 2019. júliusban fejeződött be.

## Kezelőfelület

### Kezdőképernyő
A Kezdőképernyő a Windows Phone kezdőlapja. Itt 3 különböző méretben helyezhetünk el Live Tile-okat, (élő csempe). Itt találhatóak az előre telepített alkalmazások (például a naptár, a telefonkönyv, a piactér, stb.) és a telepített alkalmazások, amiket a Microsoft Store-ból lehet letölteni. A Kezdőképernyő elemei szerkeszthetőek (ide "ki lehet rögzíteni" a gombokat és a "rögzítést" fel lehet oldani), tetszőlegesen elrendezhetőek és átméretezhetőek. Ha minden elemet eltávolítunk innen, akkor a szolgáltatás eltűnik, de ha "kitűzünk" egy elemet a Startra, akkor a menü újra elérhető lesz.
Van egy összesített alkalmazáslista is, ami a Kezdőképernyő balra történő csúsztatásával nyitható meg. Itt megtalálható az összes alkalmazás, így a Kezdőképernyőn csak a legszükségesebbekre van szükség (természetesen az összes alkalmazást ki lehet rögzíteni a Kezdőképernyőre).

### Értesítési központ (notification center)

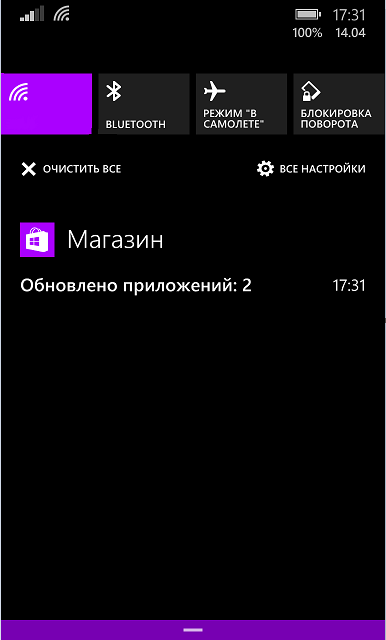
Az értesítési központ

Az értesítési központ egy az Androidból átvett, a képernyő tetejéről lehúzható panel, melyben a felhasználó által kiválasztott funkciókat lehet ki- és bekapcsolni, illetve az értesítéseket megtekinteni. A Windows Phone 8.1-ben jelent meg.

### Fizikai kezelőfelület

A kezdőképernyő

A kijelző alatt 3 érintésérzékeny gomb van: vissza, Kezdőképernyő, és keresés. A vissza gomb az előző képernyőt jeleníti meg, a Kezdőképernyő a kezdőképernyőre visz, a keresés pedig a Microsoft Bing keresőjét indítja el. A WP 8.1 már támogatja, hogy ezek a gombok a képernyőn jelenjenek meg. A Windows Phone 8.1-től  a keresés gomb nyomva tartása elindítja a Cortana személyi asszisztenst, vagy beállításoktól függően a hangvezérlést, mely itthon is működik idegen nyelven. Ezen kívül a telefon oldalán 4 gomb van: hangerőszabályzó gombok, be/kikapcsoló gomb/képernyőzár, kameragomb. Eleinte a be/kikapcsoló+Kezdőképernyő billentyűkombinációval lehetett képernyőképet készíteni, viszont újonnan a be/kikapcsoló+hangerő fel billentyűkombinációval készíthetünk képet az aktuális képernyőről.

### Alkalmazások

#### Előre telepített alkalmazások
A telefonra előre be vannak építve bizonyos alkalmazások, amik már az indításkor elérhetőek:
- telefonkönyv
- tárcsázó
- ébresztőóra
- számológép
- naptár
- Lumia kamera
- Posta
- SMS
- Microsoft Edge webböngésző
- Bing Maps térképkezelő
- Bing kereső
- Áruház
- Filmek + TV, Phone 8.1 esetén: Zene és Videók alkalmazások
- képek
- gépház
- Microsoft Office
- tárterületsegéd
- Wallet
- Tippek és súgó
- OneDrive

#### Áruház
A WP-re ugyanúgy lehet letölteni alkalmazást, mint például az androidos készülékekre. Az alkalmazások egy Áruház (angolul Store) nevű helyen érhetőek el - innen tölthetünk le ingyenes vagy fizetős alkalmazásokat. Az Áruházba való bejelentkezéshez szükség van egy Microsoft-fiókra. A Microsoft-fiókhoz csatolni kell egy bankszámlát, ha fizetős alkalmazásokat is le szeretnénk tölteni. Az Áruház 2011 őszétől Magyarországon is elérhető.

#### HTC Pack
Ez egy alkalmazáscsomag, amit a HTC készített saját telefonjaira (például a HTC HD7-re vagy a HTC 7 Mozartra). Egyes elemei már megtalálhatóak a telefonon, másokat le kell tölteni. A csomag a következő alkalmazásokat tartalmazza:
- HTC HUB: Olyan kijelző, ami a korábbi Windows Mobile 6.5 HTC telefonok kezdőlapját idézi. Innen is elérhetőek a HTC Pack alkalmazásai, valamint itt tekinthető meg az időjárás is.
- Sound Enhancer: A telefon hangzását módosító program.
- Photo Enhancer: Képmanipuláló program.
- YouTube: Keresőprogram a YouTube-on.
- Notes: Jegyzetkészítő- és szerkesztőprogram.
- Lists: Listaszerkesztő- és készítőprogram.
- Stocks: Részvényfigyelő alkalmazás.
- Calculator: Számológép applikáció.
- Flashlight: Zseblámpa "szimulátor", a telefon LED vakuját használja.
- Love: Egy kis "szeret-nem-szeret" játék.
- Attentive Phone: A telefon beállításait szerkesztő program.
- Converter: Átváltóprogram.
- Connection Setup: Hálózatbeállító.

#### Microsoft Office
A telefonon elérhető a Microsoft Office mobil változata Worddel, Excellel, PowerPointtal, OneNote-tal és SharePointtal.

#### Xbox Live
A játékokat is ugyanígy, a Store-ból kell letölteni. Ezek azonban integrálva vannak a telefon Xbox Live szolgáltatásába. Így az Xboxos felhasználóval (ha van, ha nincs, akkor létre kell egyet hozni) játszatunk és gyűjthetünk pontokat.

## Frissítések

A Windows Phone 7 logója

### 7.0.7008 (NoDo)
- Ezzel a frissítéssel megérkezett a Windows Phone telefonokra a "Copy-Paste" (Másolás-Beillesztés) funkció. Ezáltal a telefon egy adott szöveget ki tud jelölni, másolni (szerkesztőben kivágni) és beilleszteni.
- Gyorsult az alkalmazásmotor, így a játékok sebessége is nőtt.
- Egyszerűsödött a Marketplace keresés.

### 7.5 (Mango)
A Windows Phone 7.5-es verzióját Mango névre keresztelték, 2011 őszén érkezett meg és több, mint 500 új funkciót hozott a készülékekbe. Többek között:
- 16 nyelvvel bővült a rendszer, köztük magyarral is.
- Bővült a Marketplace-t, azaz (többek közt) már Magyarországon is lehet fizetni bankkártyával.
- Több nagy programgyártó cég piacra dobta programjainak Windows Phone-os változatait.
- Lehet egyéni csengőhangokat szerkeszteni.
- A kamera auto- és érintésfókuszt kapott.
- Elfordítható lett minden rendszerszintű szolgáltatás (kivéve a kezdőképernyőt).
- Tovább gyorsult a játékok motorja.

### 7.8
A gyárilag Windows Phone 7-tel rendelkező készülékekre érkező frissítés, mely a Windows Phone 8 néhány új funkcióját teszi elérhetővé a régebbi készülékek számára. Legfőbb változás a 7.5-ös verzióhoz képest a megújult kezdőképernyő és 10 helyett 20 vagy 21 témaszín.

### 8.0
2012-ben jelent meg. A Windows Phone 7 nem frissíthető rá. Az eddigi CE kernelt a Windows asztali kiadásában működő NT kernel váltotta. Az eddigi 10 témaszín helyett most már 21-gyel lehet gazdálkodni. A csempék most már három különböző méretben (1x1, 2x2, 4x2) léteznek; minél nagyobbak, annál több információt tudnak megjeleníteni. Most már nincs oldalsáv a jobb oldalon, a csempék faltól falig érnek. Meg lehet adni, hogy a képernyőzáron milyen értesítések jelenjenek meg (5 ikont lehet iderakni). A billentyűzet most már magyar ékezetes betűket is támogat, illetve tud szavakat vagy akár teljes mondatokat is ajánlani. Új kisegítő lehetőségek is megjelentek. Itt debütált a Data Sense szolgáltatás, mely csökkenti az adatforgalmat. (A Data Sense szolgáltatótól függően érhető el.) Debütált az Internet Explorer 10, valamint az Office is, mellyel Word, Excel és PowerPoint dokumentumokat lehet korlátozottan létrehozni és szerkeszteni. Az alsó sávból elindítható a kamerát használó Árukereső, mellyel hazánkban QR-kódokat és Microsoft Tageket lehet beolvasni. Megjelentek a szobák, melyekben chatelni lehet Microsoft ID-vel rendelkező ismerősökkel. A Gyereksarok egy elkülönített vendégfiókként funkcionál, melynél a szülő megadhatja, gyermeke mit érhet el. A Bing Maps-et a Nokia megoldására cserélte a Microsoft. A WP8 immár támogatja az NFC-chipeket és a DirectX-et is. Megjelent a Pénztárca nevű alkalmazás, mely az NFC segítségével érintéses fizetésre használható, valamint a bankkártyák, kuponok egy fedél alatti kezelését teszi lehetővé. Ezeken kívül még számos csiszolás történt a rendszerben.

### 8.0 GDR1
2012. december végén jelent meg, kis horderejű újításokat tartalmaz. Az SMS-kezelőben több címzettet is meg lehet jelölni, az el nem küldött üzenetek automatikusan mentve lesznek piszkozatként. A hívásokat szöveges üzenettel is el lehet utasítani, ekkor sablonmondatok közül választhat a felhasználó. Az Internet Explorer-ben egyenként is lehet törölni az előzményeket, ki lehet kapcsolni a weblapokba ágyazott képek automatikus letöltését. Valamint a rendszer prioritás szerint rendezi a WiFi-hálózatokat.

### 8.0 GDR2
2013. augusztusban érkezett meg. Elérhetővé vált a Google-fiókok névjegyeinek és bejegyzéseinek szinkronizálása. Javult a VoIP alapú alkalmazások (pl. Skype) stabilitása. A Data Sense szolgáltatásban lehetővé vált az adatforgalom monitorozása. Megjelent az FM-rádió. Valamint bizonyos modelleknél megadhatjuk az alapértelmezett lencsét. Ezenkívül számos csiszolás történt a rendszeren és a böngészőn egyaránt.

### 8.0 GDR3
2013. október 14-én a Microsoft bejelentette a GDR3-at, mely a fejlesztőknek aznap elérhető lett. A GDR3 már támogatja a Qualcomm Snapdragon 800 lapkacsaládot, a Full HD megjelenítőt és az 5 és 6 hüvelyk közötti kijelzőket is. A nagyméretű kijelzőknél már 3 oszlop jelenik meg, ezáltal a soronkénti csempék maximális számát 6-ra emelve. A vissza gomb hosszan nyomvatartásával elérhető alkalmazáskezelőben (task manager) az x-re koppintással már be lehet zárni az alkalmazásokat. Megjelent a Vezetés mód (Driving Mode); a mobilinternetet WiFi-n keresztül meg lehet osztani; bővült az egyedi hangok alkalmazásának lehetősége, például az e-mailek, az emlékeztetők, a hangposta és az ébresztés mellé is saját dallamot lehet rendelni; a beállítások között meg lehet akadályozni a kijelző elforgatását; immár első indításkor lehet WiFi-hálózatra csatlakozni; valamint számos kisebb-nagyobb ráncfelvarrás került a rendszerbe.

### 8.1
2014. április 4-én jelent meg, pár telefonra a Preview for Developers fejlesztői programhoz való ingyenes csatlakozással volt elérhető, bizonyos készülékekre anélkül is telepíthető volt. A frissítés hamarosan az összes WP8-as telefonra elérhető lett. Legfőbb újdonságai: Cortana személyi asszisztens (jelenleg csak az USA-ban érhető el), felülről lehúzható értesítési képernyő, háttérkép, egyedi hangerőállítási lehetőség, Internet Explorer 11, valamint a Bluetooth 4.0 LE támogatás.

### 8.1 Update
2014. augusztus 5-én került a Preview for Developers programban résztvevőkhöz. A kezdőképernyőn létre lehet hozni mappákat. Az SMS-eket egységesíteni és továbbítani is lehet. Megjelent az Alkalmazástéka, mellyel más WP-s telefonoknak lehet engedélyezni egy vagy több alkalmazásunk használatát. A tartozékkezelővel továbbítani lehet pl. okosórákra vagy intelligens tokokra az értesítéseket. A Riasztásokban be lehet állítani a késleltetés hosszát. Valamint fejlesztették a Narrátort, az internetmegosztást és a VPN-t.

### 8.1 Update 2
2015. június 2-án jelent meg a második nagy frissítés. Visszatért a napi nézet a naptárban, a telefon neve számítógépre csatlakoztatás nélkül is megváltoztatható, tanúsítványok is használhatók a L2TP VPN-es bejelentkezésekhez, támogatott lett a külső bluetoothos billentyűzet, az Alkalmazásengedélyekben beállítható, hogy mihez férhet hozzá egy adott alkalmazás, támogatott lett az MKV lejátszás, a beállítások is kitűzhető a kezdőképernyőre, használható a kereső a beállításokban is, visszanyíl az összes alkalmazásnál, kikapcsolható a képernyő dupla koppintással a navigációs sávon, alaphelyzetbe állítás elleni védelem.

### Windows 10 Mobile
A Windows 10 Mobile-t 2015. január 21-én jelentették be, legelőször a Lumia 950, Lumia 950 XL és Lumia 550 telefonokra jelent meg. 2016. március 17-től egyes régebbi telefonok is megkapják frissítésként. Sok kritika érte a Microsoftot, amiért a legnépszerűbb Windows Phone modell, a Lumia 520 nem kapta meg az új verziót. Újdonságok: csempék között is elterülő háttérkép, Continuum (a kompatibilis telefonok használata asztali gépként monitorra kötve), új értesítési központ stb.
2017 októberében a Microsoft bejelentette, hogy befejezi a Windows 10 Mobile funkciófrissítésekkel való támogatását és ezután már csak biztonsági és hibajavításokat kapnak az eddig támogatott verziók. Az utolsó verzió (2018. októberi frissítés) támogatása 2020. január 14-én fejeződött be.

## Rendszerkövetelmények
A rendszer futtatásához egy telefonnak rendelkeznie kell a következő követelményekkel:
- Képernyő: Windows Phone 7: kizárólag 480*800, Windows Phone 8: 480*800 vagy 720*1280 vagy 768*1280 vagy a GDR3-tól 1920*1080
- Processzor: Windows Phone 7: legalább 800 MHz-es ARM v7, Windows Phone 8: kétmagos processzor
- Kamera: Autófókuszos, legalább 5 megapixeles.
- Memória: Legalább 4 GB beépített memória, Windows Phone 7: legalább 256 MB RAM, Windows Phone 8: legalább 512 MB RAM.
- DirectX: DirectX 9 renderelő-képes GPU.
- Szenzorok: Sebességmérő- és fényerőmérő-szenzor, giroszkóp és beépített GPS-vevő.
- FM rádió: FM rádió tuner.
- Gombok: Alábbi gombokkal rendelkeznie kell: Start, Keresés, Vissza, Kamera, Hangerőgombok, Kikapcsoló/bekapcsoló/billentyűzár gomb.

## Telefonok
A Windows Phone operációs rendszerű telefonok listája:
Windows Phone 7:
- Acer Allegro
- Alcatel One Touch View
- Asus E600
- Dell Venue Pro
- Fujitsu Toshiba IS12T
- HTC Rhyme
- HTC Titan
- HTC HD7
- HTC 7 Mozart
- HTC 7 Trophy
- HTC 7 Pro
- HTC 7 Surround
- HTC Radar
- HTC Titan (Ultimate/Eternity)
- HTC Titan II
- LG Optimus 7
- LG Optimus 7 Quantum
- LG Panther
- Nokia Lumia 505
- Nokia Lumia 510
- Nokia Lumia 610
- Nokia Lumia 710
- Nokia Lumia 800
- Nokia Lumia 900
- Samsung Focus
- Samsung Focus 2
- Samsung Focus S
- Samsung Omnia M
- Samsung Omnia W
- Samsung Omnia 7
- ZTE Orbit
- ZTE Tania

Windows Phone 8:
- Allview W1M
- HTC 8
- HTC 8X
- HTC 8XT
- Huawei Ascend W1
- Huawei Ascend W2
- Samsung Ativ S
- Samsung ATIV S Neo
- Samsung ATIV SE
- Samsung ATIV Odyssey
- Microsoft Lumia 435
- Microsoft Lumia 435 DUAL
- Nokia Lumia 520/521
- Nokia Lumia 525/526
- Nokia Lumia 530/530 DUAL
- Microsoft Lumia 532
- Microsoft Lumia 532 DUAL
- Microsoft Lumia 535
- Microsoft Lumia 535 DUAL
- Microsoft Lumia 540
- Microsoft Lumia 550
- Nokia Lumia 620
- Nokia Lumia 625
- Nokia Lumia 630
- Nokia Lumia 630 DUAL
- Nokia Lumia 635
- Microsoft Lumia 640 DUAL
- Microsoft Lumia 640 LTE
- Microsoft Lumia 640 XL
- Microsoft Lumia 640 XL DUAL
- Microsoft Lumia 640 XL LTE
- Microsoft Lumia 650
- Microsoft Lumia 650 DUAL
- Nokia Lumia 720
- Nokia Lumia 730 DUAL
- Nokia Lumia 735
- Nokia Lumia 810
- Nokia Lumia 820
- Nokia Lumia 822
- Microsoft Lumia 830
- Nokia Lumia 920
- Nokia Lumia 925
- Nokia Lumia 928
- Nokia Lumia 930
- Microsoft Lumia 950
- Microsoft Lumia 950 DUAL
- Microsoft Lumia 950 XL
- Microsoft Lumia 950 XL DUAL
- Nokia Lumia Icon
- Nokia Lumia 1020
- Nokia Lumia 1320
- Nokia Lumia 1520

## Fordítás
- Ez a szócikk részben vagy egészben  a   Windows Phone című angol Wikipédia-szócikk ezen változatának fordításán alapul.  Az eredeti cikk szerkesztőit annak laptörténete sorolja fel. Ez a jelzés csupán a megfogalmazás eredetét és a szerzői jogokat jelzi, nem szolgál a cikkben szereplő információk forrásmegjelöléseként.